# Jacques Plessen
Jacques Plessen  (* 14. September 1921 in Venlo; † 8. Januar 2007 in Bilthoven) war ein niederländischer Romanist und Französist.

## Leben und Werk
Plessen studierte in Nijmegen, Amsterdam und Paris und wurde 1967 an der Universität Utrecht bei Bernard Bray promoviert mit der Arbeit Promenade et poésie. L'expérience de la marche et du mouvement dans l'œuvre de Rimbaud (Den Haag 1967). Er war an der gleichen Universität ab 1970 Lektor (Dozent) und von 1972 bis zu seiner Emeritierung 1986 ordentlicher Professor für Französische Literaturwissenschaft.

## Weitere Werke
- Inleiding tot het denken van J.-P. Sartre, Assen 1951
- (mit A. Van Zoest) Analyses de textes, Groningen 1982
- (Hrsg.) Parade sauvage, Charleville-Mézières 1991
- (Übersetzer mit Robert Sctrick) Simon Vestdijk, Le jardin de cuivre. Roman, Paris 1993